# Conservatorio di Sant’Onofrio a Porta Capuana

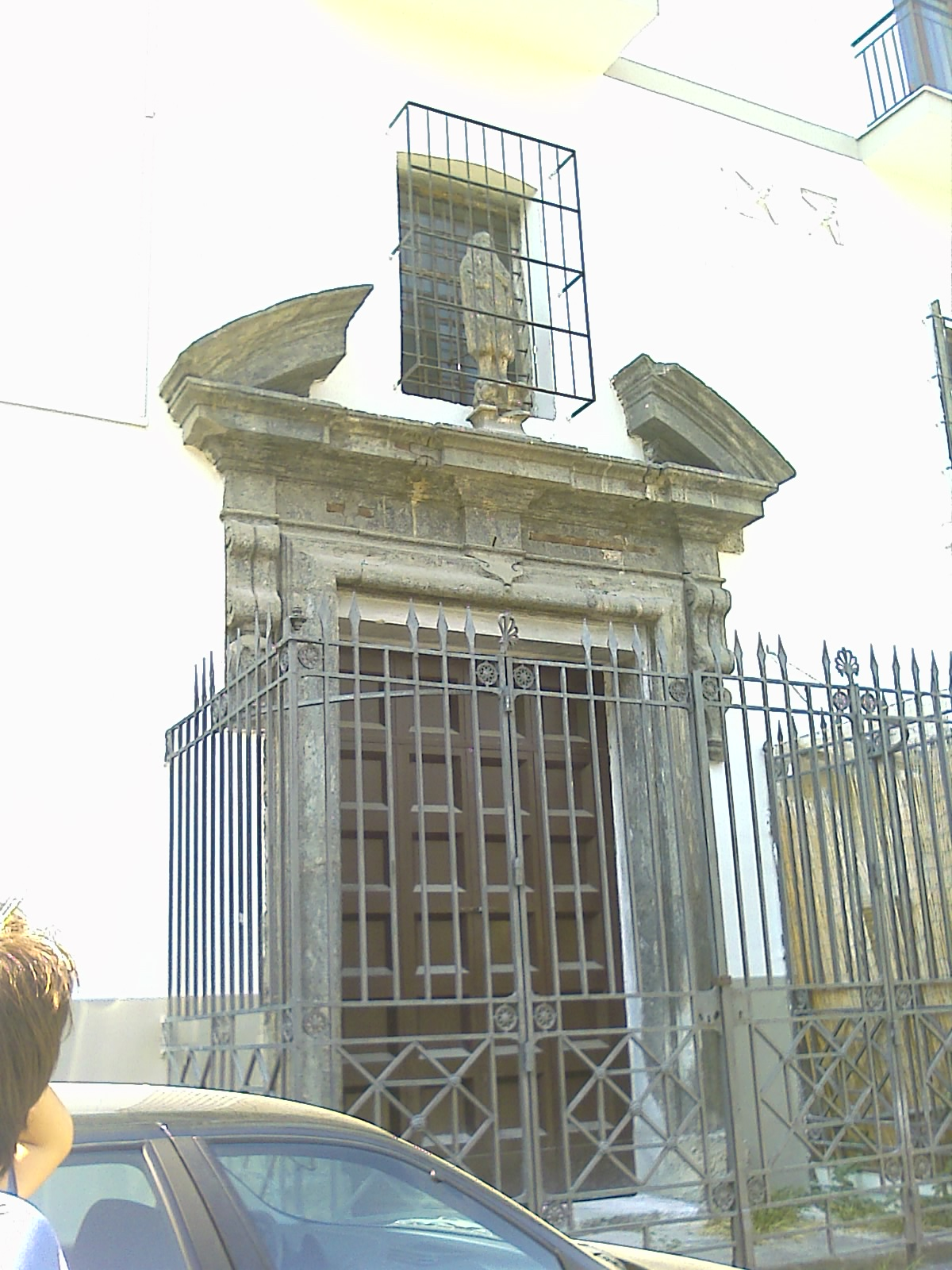
Portal der Kirche Sant’Onofrio alla Vicaria, ehemals Sant’Onofrio a Porta Capuana

Das Conservatorio di Sant’Onofrio a Porta Capuana („Konservatorium von Sant’Onofrio an der Porta Capuana“), kurz: Sant’Onofrio, war eines der vier berühmten Waisenhäuser und Konservatorien von Neapel, aus denen im 17. und 18. Jahrhundert die Neapolitanische Schule hervorging, und die Anfang des 19. Jahrhunderts im späteren und immer noch existierenden Conservatorio San Pietro a Majella aufgingen.

## Geschichte
Auf Betreiben des Kardinals Alfonso Gesualdo, Graf von Conca und Fürst von Venosa und Onkel des Madrigalisten Carlo Gesualdo, wurde 1578 die „Weiße Bruderschaft“ (Confraternita dei Bianchi) gegründet. Sie war an die Kirche Sant’Onofrio a Porta Capuana angegliedert und verfolgte humanitäre und religiöse Zwecke. Ihre Mitglieder waren Handwerker und Stoffhändler. Nach etwa zehn Jahren kaufte man ein zweistöckiges Gebäude, wo man um die Wende zum 17. Jahrhundert ein Waisenhaus für die verlassenen Kinder des Viertels eröffnete.
Die Tracht des Conservatorio di Sant’Onofrio ähnelte derjenigen des Santa Maria di Loreto, aber über der langen weißen sottana trugen die Kinder hier eine braune zimarra und einen ebensolchen Hut.
Vermutlich war das Sant’Onofrio direkt in die tragisch verlaufene Revolution von Masaniello (1647) verwickelt, es lag ganz in der Nähe des Marktplatzes, und hatte möglicherweise auch Beziehungen zu Familien, die sich an dem Aufruhr beteiligten, – jedenfalls war das Institut in der Folge stark von den enormen Repressalien durch den spanischen Vizekönig betroffen. Jahrelang hatte es  große Schwierigkeiten zu überleben und war bereits kurz davor zu schließen, als ein weiteres Drama, die Pest von 1656, auch noch die wenigen überlebenden Kinder dezimierte.
Zwölf Jahre später jedoch (1668) hatten die Padri Scolopi es mithilfe eiserner Disziplin geschafft, das Waisenhaus wieder „auf Vordermann“ zu bringen.
Ab 1653 wurde das Sant’Onofrio eine Musikschule, zu dieser Zeit hatte es zwei Gesangslehrer und einen Kapellmeister.
Ungefähr ein Fünftel der Schüler waren Kastraten, die von den anderen Schülern streng getrennt lebten, schon allein, um aggressive Übergriffe der „normalen“ Jungen zu verhindern. Sie wurden auch besonders überwacht, da es zuweilen vorkam, dass junge Kastraten versuchten zu fliehen oder sich umzubringen. Darüber hinaus genossen sie jedoch auch wegen ihrer kostbaren Gesangsstimmen eine gewisse Vorzugsbehandlung, lebten in schöneren, besser beheizten Räumen, und nahmen ihre Mahlzeiten nicht zusammen mit den anderen im kalten Refektorium, sondern auf dem eigenen Zimmer ein.
Dank Meistern wie Cristoforo Caresana, Angelo Durante (Onkel des berühmteren Francesco Durante), Nicola Sabini und Nicola Fago, konnte das Conservatorio bald mit den anderen drei Konservatorien von Neapel konkurrieren, und in der ersten Hälfte des 18. Jahrhunderts unterrichteten hier Francesco Durante, Nicola Porpora, Francesco Feo, Leonardo Leo und Girolamo Abos; in der zweiten Hälfte des Jahrhunderts gehörten zu den Lehrern Carlo Cotumacci, Joseph Doll, Giacomo Insanguine, Giovanni Furno und Salvatore Rispoli.
Trotz großer Erfolge und mancher berühmter musikalischer Persönlichkeiten, die ihr Handwerk in diesem Institut erlernt hatten oder hier als Lehrer unterrichteten, hatte auch das Sant’Onofrio Ende des 18. Jahrhunderts unter einer Krise zu leiden, genau wie die anderen beiden noch übrig gebliebenen Conservatori – die Pietà dei Turchini und das Santa Maria di Loreto. Als 1797 das letztere in ein Militärhospital umgewandelt wurde und seine letzten Schüler ins Sant’Onofrio umziehen mussten, fanden sie hier nur noch etwa 30 eigene Schüler vor. Das Conservatorio musste einige Jahre später ebenfalls geschlossen werden, seine Schüler wurden von der Pietà dei Turchini übernommen, bis zur 1807 erfolgten Neugründung des Real collegio di Musica („Königliches Musikkolleg“), der Vorgängerinstitution des heutigen Conservatorio San Pietro a Majella (ab 1826).

## Schüler und Lehrer des Sant Onofrio a Porta Capuana
Lehrer (maestro):
- Pietro Andrea Ziani (1616–1684)

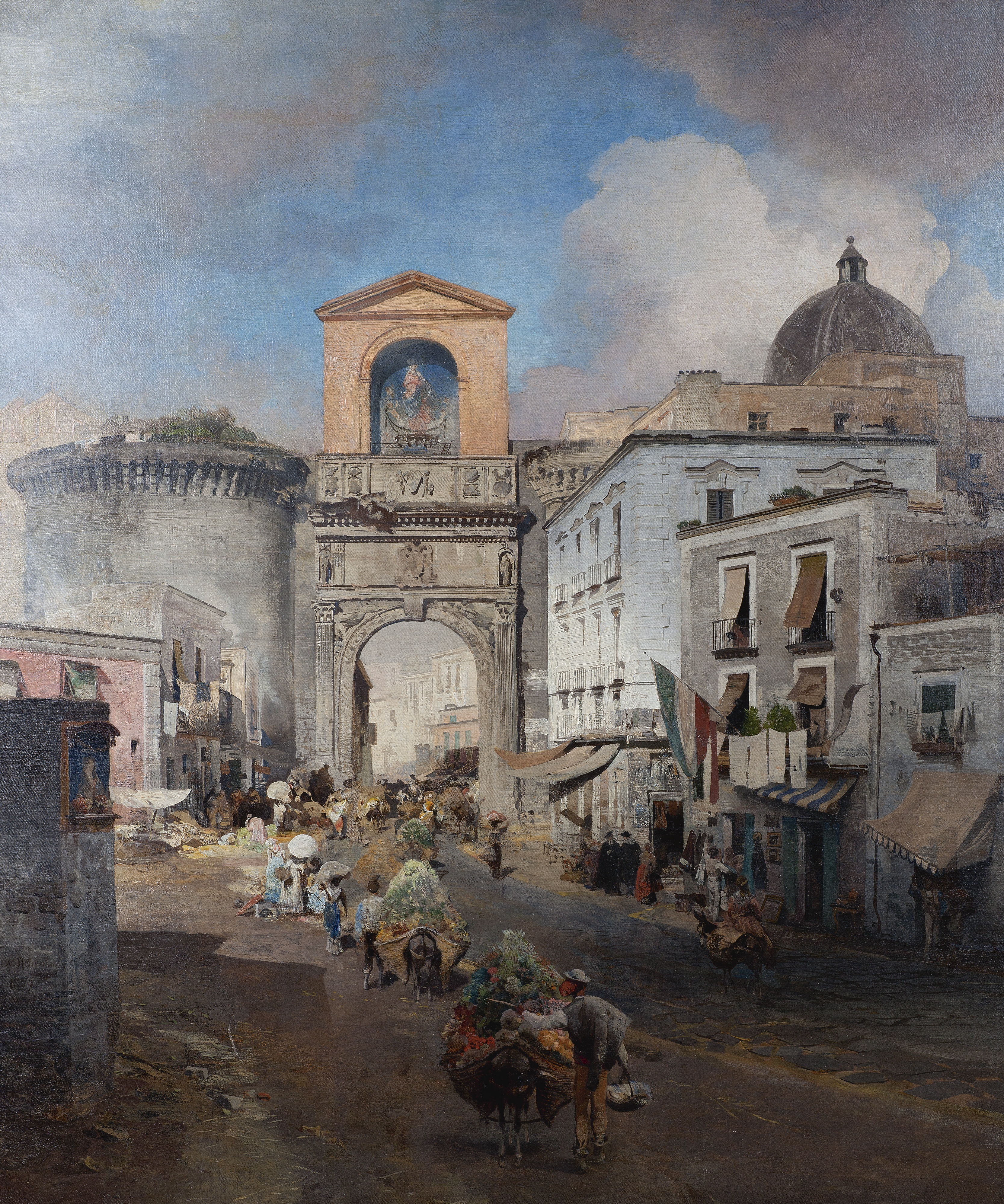
Die Porta Capuana (Oswald Achenbach: Der Gang zum Markt, 1879)

- Cristoforo Caresana (um 1640–1709)
- Alessandro Scarlatti (1660–1725)
- Nicola Fago (1677–1745)
- Nicola Porpora (1686–1768)
- Francesco Feo (1691–1761)
- Leonardo Leo (1694 (laut Piccinni erst 1701)–1744)
- Girolamo Abos (1715–1760)

Schüler und Lehrer:
- Francesco Durante (1684–1755)
- Giacomo Insanguine

Schüler:
- Domenico Sarro (1679–1744)
- Pietro Auletta (1698–1771)
- Matteo Capranica (1708–1776)
- Gaetano Majorano, genannt Caffarelli (1710–1783)
- Domènech Terradellas (1711–1751)
- Gaetano Latilla (1711–1788)
- Niccolò Jommelli (1714–1774)
- Gennaro Manna (1715–1779)
- Domenico Fischietti (um 1725–1810)
- Niccolò Piccinni (1728–1800)
- Giovanni Paisiello (1740–1816)
- Vincenzo Tobia Nicola Bellini (1744–1829), Großvater von Vincenzo Bellini
- Giovanni Furno (1748–1837)